# Équipe de Tchéquie de futsal FIFA
Maillots
L'équipe de République tchèque de futsal est la sélection nationale représentant la République tchèque dans les compétitions internationales de futsal. 
La meilleure performance des Tchèques dans une compétition internationale est une troisième place acquise au Championnat d'Europe de futsal 2010, en battant l'Azerbaïdjan sur le score de 5-3. Ils atteignent les huitièmes de finale de la Coupe du monde de futsal 2012.